# North Power

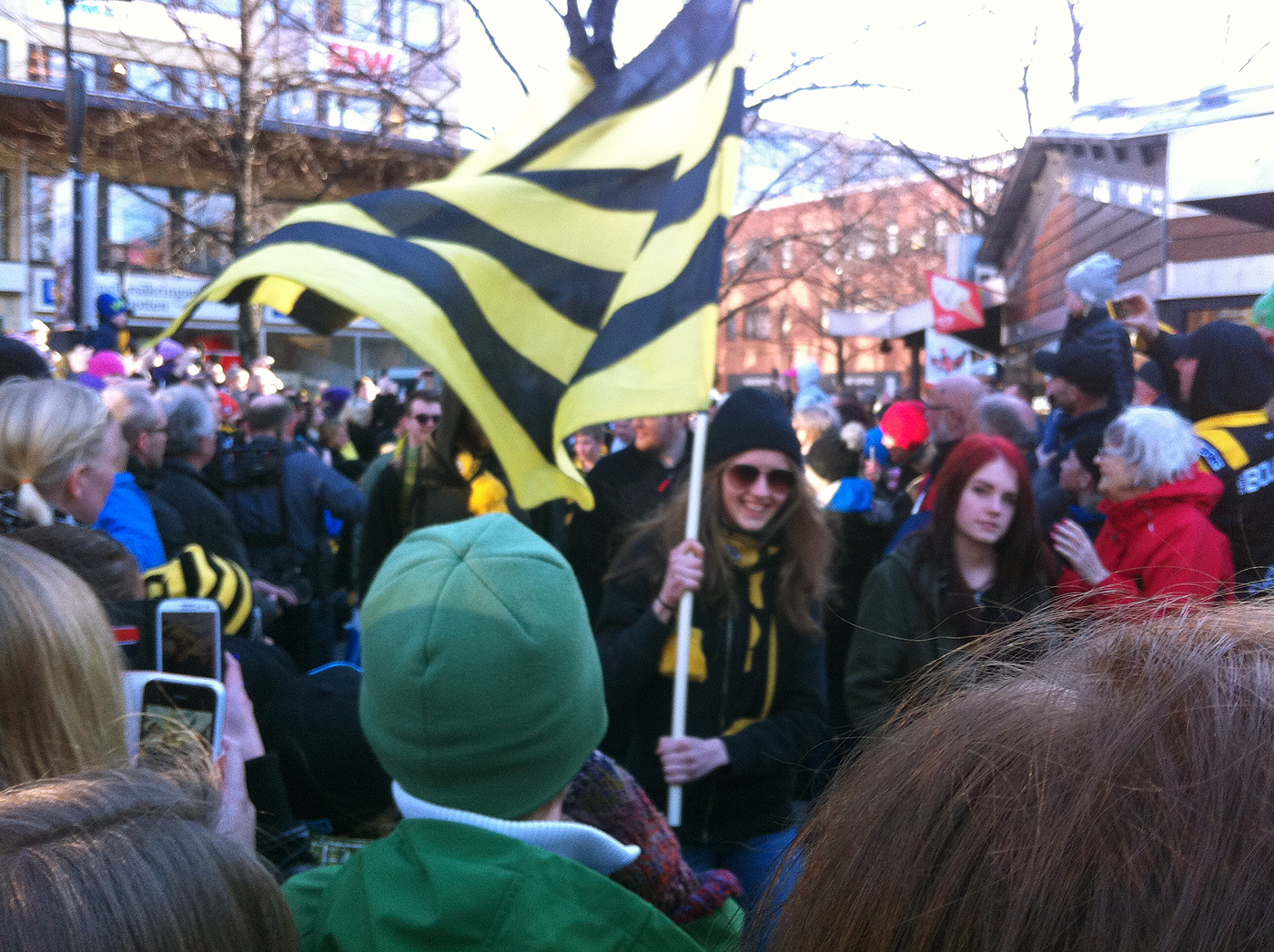
North Powers medlemmar leder segertåget över torget efter SM-segern 2014.

North Power är Skellefteå AIK Hockeys enda officiella supporterklubb. Föreningen bildades 2001.
Klacken huserar på ena kortsidan i Skellefteå Kraft Arena, på de ståplatser som kallas Västra Stå. North Power har säsongen 2019/2020 1 214 medlemmar.
I maj 2022 utsågs HV71-spelaren Fredrik Forsberg till hedersmedlem i North Power, detta eftersom hans målskytte i den hockeyallsvenska finalen bidrog till att Skellefteås rivaler Björklöven missade avancemang till SHL.

## Verksamhet
Klubben har som mål att följa, stödja och hylla Skellefteå AIK. Detta sker främst genom att sjunga hejaramsor för sitt lag, på hemmamatcher likväl som på bortamatcher. Därför är anordnandet av resor till ett antal bortamatcher per år en viktig del av verksamheten. Klubben driver även ett aktivt medlemsforum och skapar många tifon varje år. En av North Powers mer klassiska ramsor, AIK - Visa hjärta, fick 2007/2008 ge namn åt en utställning på Skellefteå museum.
North Power har även medverkat i en del av de kamplåtar som spelats in för Skellefteå AIK, bland annat Världens bästa AIK och Kungarna av Norrland med Skumdum (2004) och Hey, här e vi med Dan & Dom (2013).
Klubben har ingen anknytning till NP Stockholm, supporterklubben för Skellefteå AIK-supportrar i Stockholm och södra Sverige.